# Klenčí pod Čerchovem
Klenčí pod Čerchovem é uma comuna checa localizada na região de Plzeň, distrito de Domažlice.